# Krügerberg
Der Krügerberg ist ein 2655 m hoher Berg im ostantarktischen Königin-Maud-Land. Er ragt 13 km südwestlich des Berges Kvithø in der Sverdrupfjella auf.
Entdeckt und benannt wurde er bei der Deutschen Antarktischen Expedition 1938/39 unter der Leitung des Polarforschers Alfred Ritscher. Namensgeber ist der Meteorologe Walter Krüger (1905–1948), ein Teilnehmer an dieser Forschungsreise. Vermessungen des Berges erfolgten bei der Norwegisch-Britisch-Schwedischen Antarktisexpedition (1949–1952). In Norwegen ist der Berg unter dem Namen Kvitskarvet bekannt.